# Daniel Mindel
Ivor Daniel « Dan » Mindel, né le 27 mai 1958 à Johannesburg, est un directeur de la photographie sud-africano-américain. Il est notamment connu pour son travail avec les réalisateurs Tony Scott et J. J. Abrams.
Il est membre de la British Society of Cinematographers (B.S.C.) et de l'American Society of Cinematographers (A.S.C.).

## Filmographie

### Longs métrages
- 1998 : Ennemi d'État (Enemy of the State) de Tony Scott
- 2000 : Shanghai Kid (Shanghai Noon) de Tom Dey
- 2000 : Sand (en) de Matt Palmieri
- 2001 : Spy Game : Jeu d'espions (Spy Game) de Tony Scott
- 2003 : Deux en un (Stuck on You) de Peter et Bobby Farrelly
- 2005 : La Porte des secrets de Iain Softley
- 2005 : Domino de Tony Scott
- 2006 : Mission impossible 3 (Mission: Impossible III) de J. J. Abrams
- 2009 : Star Trek de J. J. Abrams
- 2012 : John Carter d'Andrew Stanton
- 2012 : Savages d'Oliver Stone
- 2013 : Star Trek Into Darkness de J. J. Abrams
- 2014 : The Amazing Spider-Man : Le Destin d'un héros (The Amazing Spider-Man 2) de Marc Webb
- 2015 : Star Wars, épisode VII : Le Réveil de la Force (Star Wars: Episode VII – The Force Awakens) de J. J. Abrams
- 2016 : Zoolander 2 de Ben Stiller
- 2018 : The Cloverfield Paradox de Julius Onah
- 2018 : Pacific Rim Uprising de Steven S. DeKnight
- 2019 : Star Wars, épisode IX : L'Ascension de Skywalker (Star Wars: Episode IX – The Rise of Skywalker) de J. J. Abrams

### Courts métrages
- 1996 : Recon de Breck Eisner
- 1996 : Snakeland de Joëlle Bentolila
- 2000 : Killer Pink de Patrick Cadell
- 2004 : Tooth Fairy de Jake Scott
- 2007 : Cutlass de Kate Hudson